# Шумуджу
Шумуджу (рум. Șumugiu) — село у повіті Біхор в Румунії. Входить до складу комуни Хідішелу-де-Сус.
Село розташоване на відстані 420 км на північний захід від Бухареста, 20 км на південь від Ораді, 124 км на захід від Клуж-Напоки, 138 км на північний схід від Тімішоари.

## Населення
За даними перепису населення 2002 року у селі проживала 421 особа.
Національний склад населення села:
| Національність | Кількість осіб | Відсоток |
| -------------- | -------------- | -------- |
| румуни         | 388            | 92,2%    |
| цигани         | 26             | 6,2%     |
| угорці         | 7              | 1,7%     |

Рідною мовою назвали:
| Мова      | Кількість осіб | Відсоток |
| --------- | -------------- | -------- |
| румунська | 389            | 92,4%    |
| циганська | 26             | 6,2%     |
| угорська  | 6              | 1,4%     |